# Torkil Lauritzen
Torkil Fritz Lauritzen (* 18. Juni 1901 in Frederiksberg; † 4. Juni 1979 ebenda) war ein dänischer Schauspieler.

## Leben und Wirken
Torkil Lauritzen wuchs als Sohn des Schauspieler-Ehepaares Carl Lauritzen und Henny Lauritzen (1871–1938) in Frederiksberg auf.
Nach seinem Schulabschluss absolvierte er von 1918 bis 1921 seine Schauspielausbildung an der Schauspielschule des Aarhus Teater, wo er am 26. Dezember 1921 als Darsteller auch sein Bühnendebüt hatte. Er wirkte im Laufe seiner Karriere in zahlreichen Theaterstücken, Kabarett-Programmen, Varieté-Shows und Musicals mit. Er stand unter anderem auch am Königlichen Theater Kopenhagen, am Folketeatret, am Odense Teater, am Frederiksberg-Theater, am Theater Helsingør, am Svendborg-Sommertheater und im Tivoli auf der Bühne.
Er wirkte von 1927 bis 1970 als Schauspieler vor der Kamera in mehr als 60 Film-und-Fernsehproduktionen mit. Zu Beginn seiner Filmkarriere wirkte er noch in drei Stummfilmen mit. Im Jahr 1971 zog er sich aus dem Rampenlicht zurück.
Lauritzen war dreimal verheiratet und hatte keine Kinder. Er starb im Juni 1979 im Alter von 77 Jahren. Seine Grabstätte befindet sich auf dem Kopenhagener Vestre Kirkegård.

## Filmografie (Auswahl)
- 1938: Alarm
- 1940: Familie Olsen
- 1944: Frechheit siegt
- 1950: Cafe Paradis
- 1951: Mutti darf nicht heirateten
- 1953: Adam und Eva
- 1958: Ullabella
- 1962: Rikki und die Männer
- 1970: Rend mig i revolutionen